# 203e brigade de chars
« 203e régiment de chars et d'automoteurs lourds » redirige ici. Pour les articles homonymes, voir 203e brigade et 203e régiment.
La 203e brigade de chars (en russe : 203-я танковая бригада), est une unité blindée de l'Armée rouge pendant la Seconde Guerre mondiale. Stationnée en Extrême-Orient soviétique, elle participe à l'offensive soviétique de Mandchourie. Après guerre, elle devient un régiment de chars et d'automoteurs lourds avant d'être dissoute en 1956.

## Histoire

### Seconde Guerre mondiale
La 203e brigade de chars est formée en avril 1942 au sein du front d'Extrême-Orient,. Mise sur pied à la jonction de Khekhtchir (ru) dans le kraï de Khabarovsk avec 10 chars KV et 20 chars MK-3 (Valentine), elle termine sa formation le 10 mai 1942 et passe sous le commandement de la 15e armée. En juillet 1943, la brigade compte sept T-34, deux MK-2 (Matilda) et onze MK-3 (Valentine).
La brigade participe à l'offensive de la Soungari (ru) contre les Japonais avec la 15e armée. Attaquant à l'aube du 9 août 1945, les tankistes franchissent l'Amour depuis la zone de Blagosloviénnoïé (en), au côté de la 34e division de fusiliers (en), et s'emparent des positions japonaises autour de Mingshanzhen (zh). Poursuivant vers le sud en direction de Jiamusi, la force soviétique atteint la Soungari le 14 août en chassant les Japonais de Lianjiangkouzhen (zh) mais ne parvient pas à franchir la rivière, à la fois à cause des forts courants et des défenses japonaises. La ville tombe le 16 après un assaut amphibie par la flottille soviétique de l'Amour (en). La brigade continue d'avancer en direction de Yilan (San Sing) tandis que l'armée japonaise du Guandong capitule.
Pour son action, la 203e brigade est récompensée par le titre honorifique Amourskaïa  (en russe : Амурская, « de l'Amour »).

### Guerre froide
La brigade est transformée le 25 décembre 1945 en 203e régiment de chars et d'automoteurs lourds (no  d'unité 31545), rattaché à la 5e armée.
En 1953, stationné à Aniva sur l'île de Sakhaline, le régiment passe à la 15e armée recréée. Il est dissous à l'été 1956.